# Вільям Танко
Вільям Танко (словац. Viliam Tankó; 17 травня 1995) — словацький боксер, призер Європейських ігор 2015.

## Аматорська кар'єра
2015 року на Європейських іграх в категорії до 52 кг Вільям Танко здобув дві перемоги, а у півфіналі програв Вінченцо Пікарді (Італія) — 0-3 і отримав бронзову медаль.
На чемпіонаті Європи 2015 програв у першому бою Ігорю Сопінському (Україна) — 1-2.
На чемпіонаті Європи 2017 в категорії до 56 кг програв у першому бою Рафаелю ді Серіо (Італія) — 1-3.
На Європейських іграх 2019 в категорії до 60 кг програв у першому бою Дмитру Асанову (Білорусь) — 0-5.
На чемпіонаті світу 2019 в категорії до 57 кг програв у першому бою Яну Батіста (Філіппіни) — 0-5.
На чемпіонаті світу 2021 в категорії до 60 кг програв у другому бою Соф'яну Уміа (Франція).
На чемпіонаті Європи 2022 переміг двох суперників, а у чвертьфіналі програв Юрію Шестаку (Україна).
На Європейських іграх 2023 програв у другому бою Лаші Гурулі (Грузія).